# Dominica-Ara
Der Dominica-Ara (Ara atwoodi) ist eine ausgestorbene Ara-Art, die ausschließlich von einer Beschreibung des Historikers Thomas Atwood († 1793) in seinem Werk A History of the Island of Dominica aus dem Jahre 1791 bekannt ist. Atwoods Beschreibung zufolge, war dieser Ara grün und gelb gefärbt. Zwischen den Augen und der Schnabelwurzel war eine fleischfarbene Wangenregion zu erkennen. Sein Ruf soll ein unangenehmes Geschrei gewesen sein. Darüber hinaus wurde er als begehrtes Jagdwild  beschrieben (sowohl für die Verwendung als Haustier als auch als Nahrung). Er wurde vermutlich durch Überjagung ausgerottet.